# Tlacohuaque
Tlacohuaque är en ort i Mexiko.   Den ligger i kommunen Matlapa och delstaten San Luis Potosí, i den sydöstra delen av landet, 210 km norr om huvudstaden Mexico City. Tlacohuaque ligger 204 meter över havet och antalet invånare är 593.
Terrängen runt Tlacohuaque är huvudsakligen lite bergig. Tlacohuaque ligger nere i en dal. Runt Tlacohuaque är det tätbefolkat, med 476 invånare per kvadratkilometer. Närmaste större samhälle är Tamazunchale, 14,9 km sydost om Tlacohuaque. I omgivningarna runt Tlacohuaque växer i huvudsak städsegrön lövskog.